# Rezerwat przyrody Lubsza
Rezerwat przyrody „Lubsza” – leśny rezerwat przyrody w powiecie brzeskim, w gminie Lubsza (województwo opolskie). Położony jest na terenie Stobrawskiego Parku Krajobrazowego i obszaru Natura 2000 „Lasy Barucickie”, około 3 km na północny wschód od wsi Lubsza, przy szosie do Rogalic, w oddziałach nr 254-d i 255-d w nadleśnictwie Brzeg. Od marca 2018 roku jego powierzchnia wynosi 16,48 ha (wcześniej 15,85 ha).
Został utworzony w 1958 r. Celem ochrony jest zachowanie ze względów naukowych pozostałości naturalnego lasu mieszanego z udziałem buka i dębu.
Na terenie rezerwatu stwierdzono występowanie 66 gatunków roślin naczyniowych. Żaden z nich nie podlega obecnie ochronie gatunkowej (do 2014 roku objęte ochroną były występujące tu przylaszczka pospolita i konwalia majowa).
Występują tu chronione gatunki chrząszczy saproksylicznych: jelonek rogacz, pachnica dębowa, ciołek matowy i wynurt.
Nadzór nad rezerwatem sprawuje Regionalny Dyrektor Ochrony Środowiska w Opolu. Na mocy obowiązującego planu ochrony ustanowionego w 2018 roku, obszar rezerwatu objęty jest ochroną ścisłą.
Przez teren rezerwatu przebiegają znakowany żółtym kolorem szlak turystyczny i ścieżka dydaktyczna.